# Томашево (Слупецький повіт)
Томашево (пол. Tomaszewo) — село в Польщі, у гміні Островіте Слупецького повіту Великопольського воєводства.
Населення — 190 осіб (2011).
У 1975-1998 роках село належало до Конінського воєводства.

## Демографія
Демографічна структура станом на 31 березня 2011 року:
|          | Загалом | Допрацездатний вік | Працездатний вік | Постпрацездатний вік |
| -------- | ------- | ------------------ | ---------------- | -------------------- |
| Чоловіки | 92      | 15                 | 62               | 15                   |
| Жінки    | 98      | 16                 | 57               | 25                   |
| Разом    | 190     | 31                 | 119              | 40                   |